# Mimotona
Mimotona és un gènere de lagomorf extint que visqué en allò que avui en dia és la Xina durant el Paleocè inferior. És un dels primers lagomorfs que apareixen en el registre fòssil. Era un animal petit que vivia majoritàriament als arbres.
Morfològicament, ja presentava alguns dels caràcters cranials típics dels lagomorfs. La fórmula dental era 2/2: 0/0: 3/3: 3/3.